# 크리아

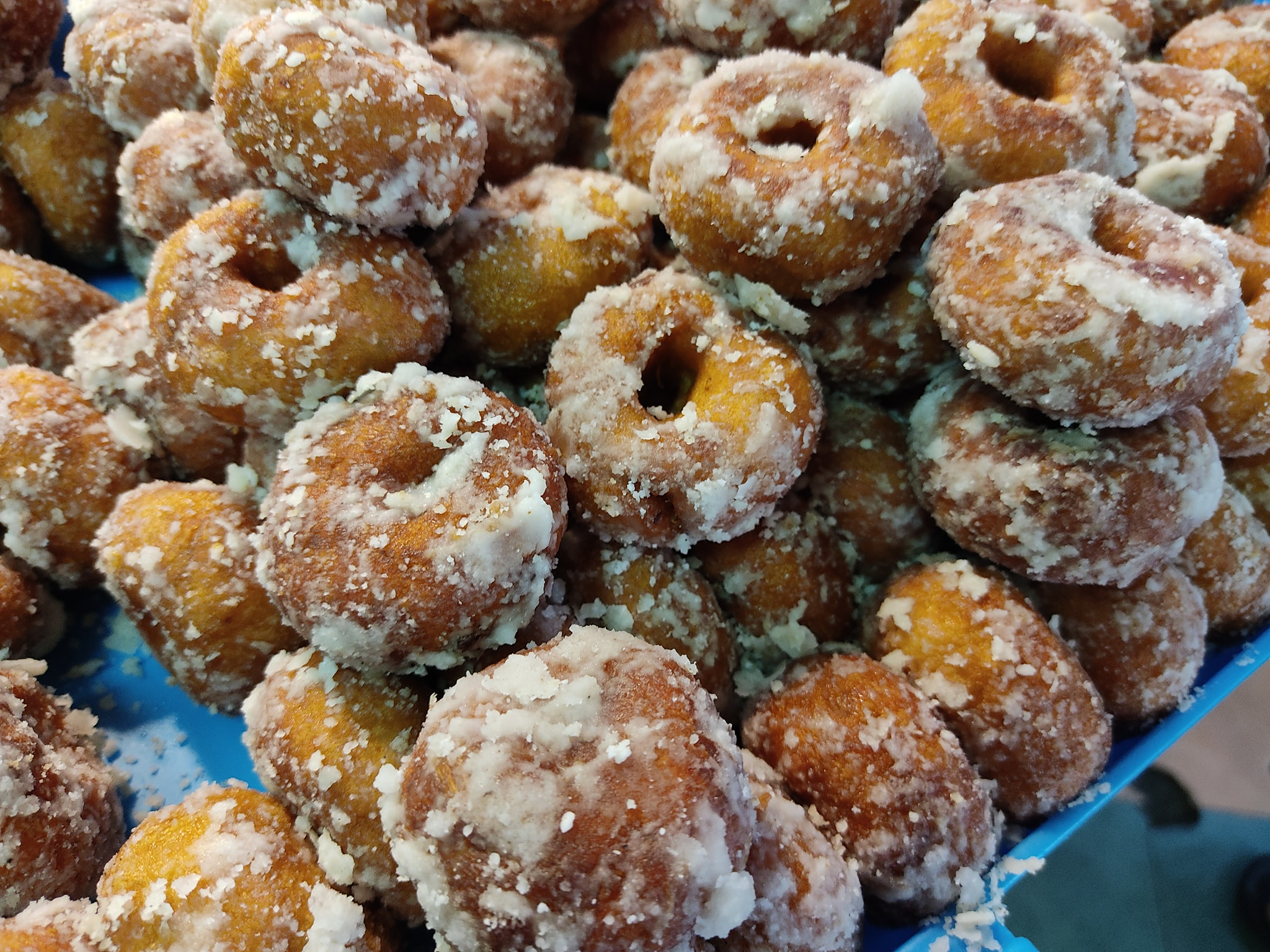
크리아

크리아(말레이어: keria) 또는 쿠이 크리아(말레이어: kuih keria)는 말레이시아의 쿠이이다. 쿠이 글랑(말레이어: kuih gelang)으로도 부른다. 으깬 고구마에 밀가루와 설탕, 소금을 섞어 반죽해 반지 모양으로 빚어 튀긴 음식으로, 도넛과 달리 팽창제를 쓰지 않는다. 겉에는 가루설탕이나 설탕시럽을 코팅한다.

## 같이 보기
- 쿠이